# Прыжки на батуте на летних юношеских Олимпийских играх 2018
Соревнования по прыжкам на батуте на летних юношеских Олимпийских играх 2018 года пройдут с 14 по 15 октября в парке Polideportivo Roca в Буэнос-Айреса, столицы Аргентины. Будут разыграны 2 комплекта наград: у юношей и девушек. В соревнованиях, согласно правилам, смогут принять участие спортсмены рождённые с 1 января 2001 года по 31 декабря 2002 года.

## История
Прыжки на батуте является постоянным видом программы, который дебютировал на I летних юношеских Олимпийских играх в Сингапуре. 
По сравнению с прошлыми играми, как и в 2010 и 2014 годах программа соревнований осталась прежняя. 

## Квалификация
От каждого Национального олимпийского комитета (НОК) могут участвовать не более 2 спортсменов, по одному у юношей и у девушек. В качестве принимающей стороны Аргентине было предоставлено место для участия в мероприятиях для мальчиков и девочек. Трехсторонняя комиссия определила ещё одну квоту. Аргентина предпочла участвовать только в соревнованиях среди мальчиков. Это привело к сокращению Континентальной квоты в зависимости от того, с какого континента выбрана нация. Остальные квоты были определены в рамках пяти континентальных квалификаций.
Для участия в юношеских Олимпийских играх спортсмены должны быть рождённые в период с 1 января 2001 года по 31 декабря 2002 года. 
Общее число спортсменов, которые выступят на соревнованиях, было определено Международным олимпийским комитетом и составило 24 человека (12 юношей и 12 девушек).

## Календарь
| ЦО | Церемония открытия | ● | Квалификации | 2 | Финалы соревнований | ЦЗ | Церемония закрытия |

| Октябрь          | 06 Сб | 07 Вс | 08 Пн | 09 Вт | 10 Ср | 11 Чт | 12 Пт | 13 Сб | 14 Вс | 15 Пн | 16 Вт | 17 Ср | 18 Чт | Соревнования |
| ---------------- | ----- | ----- | ----- | ----- | ----- | ----- | ----- | ----- | ----- | ----- | ----- | ----- | ----- | ------------ |
| Прыжки на батуте | ●     |       | ●     |       |       |       |       |       | 2     |       |       |       | ●     | 2            |

## Медалисты
Сокращения: WYB — высшее мировое достижение среди юношей

## Медали
| Дисциплина                  | Золото | Золото | Серебро | Серебро | Бронза | Бронза |
| --------------------------- | ------ | ------ | ------- | ------- | ------ | ------ |
| Юноши. Личное первенство.   |        |        |         |         |        |        |
| Девушки. Личное первенство. |        |        |         |         |        |        |